# Фолксваген арена (Истанбул)
Фолксваген арена Истанбул (енгл. Volkswagen Arena Istanbul) је вишенаменска затворена арена која се налази у Истанбулу, у Турској. Арена се може користити за одржавање догађаја уживо, као што су концерти, модне ревије, церемоније доделе награда, плесне и театарске емисије, кошаркашке утакмице и други спортски догађаји. Капацитет арене се креће од 4.500 до 5.800, у зависности од различитих конфигурација за различите догађаје, као и комбинација конфигурација седишта, стојећих и ВИП кутија.
Арена је део УНИК Истанбулског културног комплекса (енгл. UNIQ Istanbul cultural complex) који се налази у Маслаку у Истанбулу, а који такође укључује канцеларије, хале за више од 1200 седишта и места за обилазак, као што су прехрамбени терени, историјски дворци, изложба места и места за куповину.

## Историја
Фолксваген Арена Истанбул отворена је 2014. године. У новембру 2015, арену је званично отворена као домаћа арена турског турнира за кошарку Супер лиге КК Дарушафака, за домаће утакмице у Евролиги.